# تیم ملی هندبال تاجیکستان
تیم ملی هندبال تاجیکستان نمایندهٔ کشور تاجیکستان در مسابقات بین‌المللی ورزش هندبال است.